# Saint-Marcel-l’Éclairé
Saint-Marcel-l’Éclairé – miejscowość i gmina we Francji, w regionie Owernia-Rodan-Alpy, w departamencie Rodan.
Według danych na rok 1990 gminę zamieszkiwało 471 osób, a gęstość zaludnienia wynosiła 40 osób/km² (wśród 2880 gmin regionu Rodan-Alpy Saint-Marcel-l’Éclairé plasuje się na 1170. miejscu pod względem liczby ludności, natomiast pod względem powierzchni na miejscu 992.).